# Henry DeWolf Smyth
Henry DeWolf Smyth (Clinton, 1º maggio 1898 – Princeton, 11 settembre 1986) è stato un fisico, dirigente pubblico e diplomatico statunitense.
Come partecipante al Progetto Manhattan e membro della Commissione per l'energia atomica degli Stati Uniti ha svolto un ruolo importante nello sviluppo dell'energia atomica.
È stato direttore del dipartimento di fisica dell'Università di Princeton dal 1935 al 1946. Nei primi anni quaranta ha lavorato a Princeton con Robert R. Wilson a un progetto per la separazione elettromagnetica di isotopi dell'uranio. Le loro ricerche sono state determinanti per la produzione di uranio 235 in quantità sufficienti per la costruzione della prima bomba atomica. Assieme a Robert Wilson ha costruito nel 1935 il primo ciclotrone. Nel 1943, quando era direttore del laboratorio metallurgico dell'Università di Chicago, ha svolto ricerche pionieristiche sulla produzione di acqua pesante.
Dal 1961 al 1970 è stato ambasciatore degli Stati Uniti all'Agenzia internazionale per l'energia atomica di Vienna, partecipando alle trattative che portarono il 1º luglio 1968 alla firma del Trattato di non proliferazione nucleare. È stato presidente della Universities Research Association dal 1965 al 1970.
Ha ricevuto numerosi riconoscimenti, tra cui il premio "Atoms for Peace Award" (1968) e il "Distinguished Honor Award" dal Dipartimento di Stato degli Stati Uniti (1970). Gli è intitolato il premio "Henry DeWolf Smyth Nuclear Statesman Award", di cui nel 1972 è stato il primo assegnatario.
Per conto del governo degli Stati Uniti ha scritto il libro "Atomic Energy for Military Purposes. The official report on the development of the atomic bomb under the auspices of the United States Government, 1940–1945.", Princeton University Press, 1945.